# Антоний (Романовский)
Митрополит Антоний (в миру Василий Антонович Романовский; 6 (18) марта 1886, село Савинцы, Миргородский уезд, Полтавская губерния — 7 ноября 1962, Ставрополь) — епископ Русской православной церкви, митрополит Ставропольский и Бакинский.

## Детство и образование
Родился 6 (18) марта 1886 года в многодетной семье сельского псаломщика. Рано лишился отца. С детства проявил особую любовь к чтению духовной литературы.
Окончил церковно-приходскую школу, Лубенское духовное училище и Полтавскую духовную семинарию.
В 1909 году поступил в Киевскую духовную академию. 13 августа 1911 года, будучи студентом второго курса, в Ближних пещерах Киево-Печерской лавры пострижен в монашество с именем Антоний в честь преподобного Антония Печерского, а спустя 2 дня — на престольный лаврский праздник Успения Пресвятой Богородицы — рукоположён в иеродиакона. 15 августа 1912 года — в иеромонаха. 10—11 ноября 1912 года в Свято-Духовской церкви Братского монастыря вместе со студентом КДА иеродиаконом Нектарием (Трезвинским) отслужил «идеальную всенощную». В 1913 году, защитив диссертацию на тему «Аскетика святого Василия Великого», окончил Киевскую духовную академию со степенью кандидата богословия и «причислением ко второму разряду».

## Служение в Грузии
С 9 июля 1913 года — преподаватель основного, догматического, нравственного богословия и дидактики в Тифлисской духовной семинарии. Заведовал образцовой школой при семинарии. Среди его учеников был будущий католикос-патриарх всея Грузии Ефрем II, сохранивший с ним добрые отношения и спустя 40 лет посещавший в Ставрополе своего учителя.
После провозглашения в 1917 году автокефалии Грузинской церкви и национализации духовных учебных заведений Грузинского экзархата преподавал в русской духовной семинарии в Тифлисе до ее закрытия в 1921 году. В этот же период был благочинным русских монастырей Грузии, с 1921 года проживал в русском монастыре близ горного селения Ахкерпи на границе Грузии и Армении.
30 ноября 1924 году в церкви Преображения Господня в Каретном ряду в Москве рукоположён патриархом Тихоном и митрополитом Петром (Полянским) во епископа Эриванского с назначением управляющим Сухумской епархией. Возглавлял русские монастыри и приходы в Закавказье, не подчинившиеся самопровозглашённому католикосату.

## Исповеднический путь
В январе 1927 года арестован по статье 58 и помещён в Бутырскую тюрьму. Сослан в Марийскую республику на два года (в этот период числился на покое).
С 27 февраля 1929 года по 3 января 1930 года — последний епископ Донской. Проживал в съемной квартире на окраине города Шахты. Арестован по статье 58 и отправлен в Вишерские лагеря. В 1933 году освобожден досрочно, нес подвиг пустынножительства в Худжабском Иверском скиту Архивная копия от 1 сентября 2012 на Wayback Machine близ горного селения Ахкерпи на границе Грузии и Армении.
В 1935 году упоминается как «епископ Ставропольский и Донской», но в управление данными епархиями не вступал. C 8 декабря 1935 года по 26 ноября 1936 года — епископ Сталинградский. Успешно противодействовал обновленцам, влияние которых на Дону, на Северном Кавказе и в Нижнем Поволжье было весьма велико. Арестован по статье 58, отбывал срок в Карагандинских лагерях, с декабря 1941 года по июль 1942 года — в тюрьме № 2 Астрахани (с 1937 года считался уволенным на покой).
5 апреля 1943 года обратился с письмом к Местоблюстителю Патриаршего Престола митрополиту Сергию (Страгородскому), где сообщал, что с июля 1942 года находится «в домашних условиях» в Саратове, и просил назначения в какую-нибудь южную епархию.

## Роль в возобновлении евхаристического общения Русской и Грузинской Церквей
На момент интронизации Патриарха Московского и всея Руси Сергия 12 сентября 1943 года епископ Антоний (Романовский) проживал в Тбилиси у знакомых русских монахов. 14 сентября прибыл самолетом в Москву. В тот же день Патриарх Сергий получил телеграмму Католикоса-Патриарха всея Грузии Каллистрата с поздравлением по случаю интронизации и выражением надежды на упорядочение отношений между Церквами. Решением Священного Синода при Патриархе Московском и всея Руси (протокол № 1) Антоний назначен на Ставропольскую кафедру с возведением в сан архиепископа и поручением от Патриарха Сергия проработать вопрос о восстановлении евхаристического общения с Грузинской Православной Церковью, прерванного после провозглашения автокефалии последней.
2 октября прибыл в Ставрополь, а к празднику Покрова Пресвятой Богородицы выехал в Грузию. 31 октября 1943 г. в Сионском кафедральном соборе от лица Русской Православной Церкви впервые с 1917 года отслужил совместную Божественную литургию с Католикосом-Патриархом Каллистратом. Прибыв в Москву, доложил Патриарху Сергию и Священному Синоду о своих переговорах в Тбилиси, благополучно завершившихся совместным евхаристическим служением. Заслушав доклад, 10 ноября 1943 года Священный Синод под председательством Патриарха Сергия вынес определение, в котором, в частности, говорилось: «Признать молитвенное и евхаристическое общение между обеими автокефальными Церквями-Сестрами, Русской и Грузинской, к нашей общей радости восстановленным».

## Служение на Ставропольской кафедре
14 сентября 1943 года назначен архиепископом Ставропольским и Пятигорским. Ещё до его приезда на кафедру начался постепенный процесс перехода обновленческих храмов под омофор новоизбранного патриарха Сергия (Страгородского). Некоторые приходы Рождественского, Преградненского и Благодарненского районов Ставропольского края заявили о переходе в Патриаршую юрисдикцию, а также потребовали заменить обновленческих священнослужителей на канонических.
После смерти патриарха Сергия, 26 мая 1944 года синодальным решением был назначен на Николаевскую и Херсонскую кафедру, но по настойчивым просьбам 6 сентября 1944 года Священный синод отменил своё решение и оставил архиепископа Антония на Ставропольской кафедре. Был участником Поместного собора 1945 года. 27 февраля 1945 года осуществил воссоединение с Русской православной церковью обновленцев Северного Кавказа. С мая 1945 года — архиепископ Ставропольский и Бакинский.
На 14 лет (с 1946 по 1960 год) возродил Ставропольскую духовную семинарию. В отчёте учебного комитета о её ревизии отмечалось: «Архиепископ Антоний близко стоит к жизни Семинарии, живо интересуется ею и входит во все уголки семинарской жизни… Его внимание устремлено по преимуществу на углубление в Семинарии пастырского, аскетического настроения, он враг всякой роскоши, всех расходов на внешнюю, показную сторону… Сам Архиепископ живёт на глазах у всех, в весьма скромных бытовых условиях; его примеру следуют Ректор и Инспектор. На этих жизненных примерах воспитанники Семинарии приучаются к скромной жизни, ожидающей их в будущей пастырской деятельности». В проповеди на юбилей семинарии говорил: «Украшением духовной школы должны быть не здания и обстановка, не показной блеск и наружный эффект, а дух учебного заведения, религиозность, скромность, трудолюбие воспитанников, их всецелая преданность делу Христову». Взращённое им поколение духовенства обеспечивало деятельность приходов Северокавказского региона на протяжении более четверти века.
Как свидетельствовал окончивший в те годы Ставропольскую духовную семинарию митрополит Гедеон (Докукин), «он был человек непростой, внешне даже суровый, но под неприступной внешностью скрывалась добрая душа заботливого отца… Владыка Антоний старался успеть воспользоваться той недолгой отдушиной, что дало государство Церкви… торопился укрепить в нас, тогда совсем молодых священниках, веру». Помогая другим и духовно, и материально, себе он иной раз отказывал даже в необходимом. Возглавив одну из богатейших на тот момент епархий Русской православной церкви, архиепископ Антоний сохранил личную непритязательность человека, прошедшего сталинские лагеря, — даже негативно относившиеся к нему советские работники замечали скромность его быта. Например, уполномоченный писал в секретной характеристике на архиепископа: «…В личной жизни никаких излишеств не наблюдается. Живёт в маленькой комнатке рядом с канцелярией епархии, эта же комната является и столовой. Рабочий кабинет, он же и приемная, — тоже маленькая комната, в которой с трудом помещается письменный стол и два стула». После смерти все его имущество уместилось в один чемодан.

## Смерть и погребение
Болел раком печени.
25 февраля 1962 года возведён в сан митрополита. Последнее богослужение совершил 12 июля того же года, на праздник святых первоверховных апостолов Петра и Павла.
Скончался 7 ноября 1962 года в Ставрополе. Отпевание совершили митрополит Краснодарский и Кубанский Виктор (Святин) и епископ Астраханский и Енотаевский Павел (Голышев). Власти запретили хоронить его в церковной ограде, более сорока лет покоился на Даниловском кладбище Ставрополя.
30 сентября 2004 года останки митрополита Антония были перезахоронены в некрополе Андреевского собора Ставрополя.